# Oliver Sørensen
Oliver Sørensen (Dánia, 2002. március 10. –) dán korosztályos válogatott labdarúgó, a Midtjylland középpályása.

## Pályafutása

### Klubcsapatokban
Sørensen Dániában született. Az ifjúsági pályafutását a Nørre Aaby, a Strib és az OKS csapatában kezdte, majd a Midtjylland akadémiájánál folytatta.
2019-ben mutatkozott be a Midtjylland első osztályban szereplő felnőtt keretében. Először a 2020. június 28-ai, København ellen 2–1-re megnyert mérkőzés 88. percében, Frank Onyeka cseréjeként lépett pályára. A 2020–21-es szezon második felében a másodosztályú Fredericia, míg a 2022-es szezon első felében a norvég első osztályban érdekelt HamKam csapatát erősítette kölcsönben.

### A válogatottban
Sørensen az U16-os, az U17-es, az U19-es és az U21-es korosztályú válogatottban is képviselte Dániát.

## Statisztikák
2023. március 6. szerint
| Klub                    | Szezon   | Osztály             | Bajnokság | Bajnokság | Kupa  | Kupa | Nemzetközi | Nemzetközi | Összesen | Összesen |
| Klub                    | Szezon   | Osztály             | Meccs     | Gól       | Meccs | Gól  | Meccs      | Gól        | Meccs    | Gól      |
| ----------------------- | -------- | ------------------- | --------- | --------- | ----- | ---- | ---------- | ---------- | -------- | -------- |
| Midtjylland             | 2019–20  | Danish Superliga    | 2         | 0         | 0     | 0    | —          | —          | 2        | 0        |
| Midtjylland             | 2021–22  | Danish Superliga    | 4         | 0         | 3     | 0    | 1          | 0          | 8        | 0        |
| Midtjylland             | 2022–23  | Danish Superliga    | 14        | 0         | 2     | 0    | 8          | 0          | 24       | 0        |
| Midtjylland             | Összesen | Összesen            | 20        | 0         | 5     | 0    | 9          | 0          | 34       | 0        |
| Fredericia (kölcsönben) | 2020–21  | Danish 1st Division | 11        | 1         | 0     | 0    | —          | —          | 11       | 1        |
| HamKam (kölcsönben)     | 2022     | Eliteserien         | 6         | 0         | 0     | 0    | —          | —          | 6        | 0        |
| Összesen                | Összesen | Összesen            | 37        | 1         | 5     | 0    | 9          | 0          | 51       | 1        |

## Sikerei, díjai
Midtjylland
- Danish Superliga
  - Bajnok (1): 2019–20